# Shallow Life
Shallow Life (engl. für geistloses Leben) ist das fünfte Studioalbum der italienischen Alternative-Band Lacuna Coil. Es erschien am 17. April 2009 via Century Media.

## Entstehung
In einem Interview mit dem britischen Magazin „Kerrang!“ kündigte die Sängerin Cristina Scabbia an, dass die Band mit ihrem neuen Album einige Experimente eingehen und Neues ausprobieren will. Anfang 2008 begann die Band mit den Arbeiten am neuen Songmaterial. Dabei versuchten die Mitglieder wie beim ersten Album die Lieder durch Jamsessions zu kreieren, nachdem die Vorgängeralben mehr oder weniger am Computer entstanden sind. Die Ideen der Bandmitglieder wurden im Proberaum zusammengestellt und zu neuen Liedern verarbeitet. Insgesamt verbrachte die Band über einen Zeitraum von sechs Monaten jeden Tag im Proberaum. 
Für die Aufnahmen stellte die Band eine Liste mit drei Wunschproduzenten zusammen. Die Wahl fiel schließlich auf Don Gilmore, der zuvor mit Bands und Künstlern wie Linkin Park, Avril Lavigne und Duran Duran zusammengearbeitet hat. Für die Aufnahmen reiste die Band im September 2008 in die NRG Studios in Los Angeles. Es war das erste Mal, dass Lacuna Coil ein Album außerhalb Europas aufgenommen haben.
In ihrer Heimatstadt Mailand drehte die Band ein Musikvideo für die erste Single „Spellbound“. Die Aufnahmen fanden im Restaurant „Gold“ statt, welches dem Modeunternehmen Dolce & Gabbana gehört. Das Unternehmen stellte der Band für die Dreharbeiten Kleidung zur Verfügung.

## Hintergrund
Shallow Life ist das erste Konzeptalbum der Bandgeschichte. Alle Lieder des Albums befassen sich mit der Oberflächlichkeit der heutigen Gesellschaft und die damit verbundene Unzufriedenheit. Das Albumcover ziert eine Handgranate, dessen Korpus aus einer Parfümflasche besteht.

„Wenn man eine Zeitung aufschlägt findet man auf den ersten Seiten den neuesten Klatsch von Paris Hilton, während wichtigere Nachrichten sich weiter hinten befinden. Die Menschen sind eher an oberflächlichen Dingen interessiert und geben ihnen eine größere Bedeutung zu.“

In „Not Enough“ singen Scabbia und Ferro aneinander vorbei und mimen ein Paar, das sich gegenseitig betrügt. „I Like It“ handelt von einem Stalker. Das Opfer sagt dem Täter aber nur indirekt, dass sie seine Handlung nicht mag.

## Rezeption
Shallow Life wurde von der Fachpresse größtenteils gut aufgenommen. Laut Marius Mutz vom Onlinemagazin Metal1.info schaffte die Band „den Spagat zwischen eingängigen und stimmungsvollen Songs bravourös und überzeugend“, kritisierte aber, das „sich in der zweiten Hälfte des Albums einige unmotivierte Lieder befinden“. Er vergab acht von zehn Punkten. Timo Beisel vom Onlinemagazin Metalnews.de beschrieb Shallow Life als ein „richtig starkes Album, auch wenn nicht jeder Song überzeugen kann“ und gab dem Album sechs von sieben Punkten.
Michael Hauptmann vom Onlinemagazin Bloodchamber hingegen verglich Shallow Life mit „einem Ferrari, der nur 90 PS unter der Motorhaube hat“ und vergab sechs von zehn Punkten.

## Titelliste
1. Survive – 3:34
2. I Won’t Tell You – 3:49
3. Not Enough – 3:40
4. I’m Not Afraid – 3:22
5. I Like It – 3:42
6. Underdog – 3:40
7. The Pain – 4:00
8. Spellbound – 3:21
9. Wide Awake – 3:51
10. The Maze – 3:38
11. Unchained – 3:22
12. Shallow Life – 4:00